# أورك (هولندا)
أورك Urk  مدينة وبلدية هولندية تقع في مقاطعة فليفولاند.

## طوبوغرافيا
خريطة طوبوغرافية هولندية لبلدية أورك ، يونيو 2015، (تقرأ بعد ثلاث نقرات على الخريطة)